# Beelu Pool
Der Beelu Pool ist ein See im Westen des australischen Bundesstaates Western Australia. 
Der See liegt am Mittellauf des Gascoyne River.